# Parakneria
Parakneria é um género de peixe da família Kneriidae.

## Espécies
Este género contém as seguintes espécies:
- Parakneria abbreviata (Pellegrin, 1931)
- Parakneria cameronensis (Boulenger, 1909)
- Parakneria damasi Poll, 1965
- Parakneria fortuita Penrith, 1973
- Parakneria kissi Poll, 1969
- Parakneria ladigesi Poll, 1967
- Parakneria lufirae Poll, 1965
- Parakneria malaissei Poll, 1969
- Parakneria marmorata (Norman, 1923)
- Parakneria mossambica Jubb and Bell-Cross, 1974
- Parakneria spekii (Günther, 1868)
- Parakneria tanzaniae Poll, 1984
- Parakneria thysi Poll, 1965
- Parakneria vilhenae Poll, 1965